# Немча
Немча (пол. Niemcza, нім. Nimptsch) — місто в південно-західній Польщі, на річці Сьленза (пол. Ślęza).
Належить до Дзержонювського повіту Нижньосілезького воєводства.

## Демографія
Демографічна структура станом на 31 березня 2011 року:
|          | Загалом | Допрацездатний вік | Працездатний вік | Постпрацездатний вік |
| -------- | ------- | ------------------ | ---------------- | -------------------- |
| Чоловіки | 1527    | 286                | 1063             | 178                  |
| Жінки    | 1618    | 216                | 933              | 469                  |
| Разом    | 3145    | 502                | 1996             | 647                  |